# Cidenok
Cidenok is een bestuurslaag in het regentschap Majalengka van de provincie West-Java, Indonesië. Cidenok telt 2772 inwoners (volkstelling 2010).